# جيمي هاينز
جيمي هاينز (بالإنجليزية: Jimmy Hines)‏ هو لاعب غولف أمريكي، ولد في 29 ديسمبر 1903 في مينيولا في الولايات المتحدة، وتوفي في 11 مايو 1986 في مونتيري في الولايات المتحدة.